# Leptopelis oryi
Leptopelis oryi és una espècie de granota de la família dels hiperòlids que viu a la República Democràtica del Congo, Uganda i, possiblement també, el Sudan.